# Куманачки партизански одред
Куманачки партизански одред је био партизанска јединица у саставу Народноослободилачке војске и партизанских одреда Југославије током Другог светског рата у Југославији.

## Историјат
Куманачки партизански одред формиран је средином јула 1941. у куманачком атару. На окупу је било 17 бораца (касније још седам), али готово без оружја. Имали су само један пиштољ и две бомбе. Боље су наоружани тек после неколико дана. За комнданта одреда је одређен Жарко Миланков Баћа, за његовог заменика Веља Убавић, а за политичког комесара и његовог заменика Средоје Станисављев и Добровоје Гладић. Одред је био под непосредним руководством Покрајинког комитета КПЈ за Војводину, а оперативно подручје му је било у куманачком и новобечејском атару. У Куману је било још око 130 људи организованих у илегалне десетине које су биле повезане са одредом и ноћу учествовале у акцијама. Одред је изводио мање диверзантске акције на непријатељеве патроле, саобраћај и везе, спречавао вршидбу жита и др. Почетком августа 1941. ушао је у састав Меленачко-куманачког партизанског одреда, за чијег команданта је именован Бора Микин Марко, а за политичког комесара Жарко Миланков Баћа.